# Màrkovo (Primórie)
|  | Per a altres significats, vegeu «Màrkovo». |

Màrkovo (en rus: Марково) és un poble del krai de Primórie, a l'Extrem Orient de Rússia, que en el cens del 2010 tenia 465 habitants.